# Championnats du monde de pentathlon moderne 2022
Navigation
Édition précédente Édition suivante
Les Championnats du monde de pentathlon moderne 2022 sont la 63e édition des Championnats du monde de pentathlon moderne. Ils ont lieu à Alexandrie, en Égypte, du 23 au 31 juillet 2022.

## Résultats

### Hommes
| Épreuves    | Or                                                            | Or        | Argent                                            | Argent    | Bronze                                               | Bronze    |
| ----------- | ------------------------------------------------------------- | --------- | ------------------------------------------------- | --------- | ---------------------------------------------------- | --------- |
| Individuel  | Joseph Choong                                                 | 1 514 pts | Mohamed Elgendy                                   | 1 512 pts | Balázs Szép                                          | 1 507 pts |
| Par équipes | France- Christopher Patte - Valentin Prades - Valentin Belaud | 4 491 pts | Hongrie- Balázs Szép - Bence Demeter - Csaba Bohm | 4 479 pts | Allemagne- Marvin Dogue - Pele Uibel - Patrick Dogue | 4 417 pts |
| Relais      | Corée du Sud- Jung Jin-hwa - Jun Woong-tae                    | 1 427 pts | Égypte- Eslam Hamad - Ahmed Hamed                 | 1 419 pts | Tchéquie- Matouš Tůma - Filip Houška                 | 1 408 pts |

### Femmes
| Épreuves    | Or                                                               | Or        | Argent                                                    | Argent    | Bronze                                                 | Bronze    |
| ----------- | ---------------------------------------------------------------- | --------- | --------------------------------------------------------- | --------- | ------------------------------------------------------ | --------- |
| Individuel  | Elena Micheli                                                    | 1 416 pts | Michelle Gulyás                                           | 1 412 pts | İlke Özyüksel                                          | 1 405 pts |
| Par équipes | Grande-Bretagne- Charlie Follett - Olivia Green - Jessica Varley | 4 161 pts | Corée du Sud- Kim Sun-woo - Seong Seung-min - Jang Hae-un | 3 987 pts | Hongrie- Michelle Gulyás - Sarolta Simon - Blanka Guzi | 3 815 pts |
| Relais      | Égypte- Haydy Morsy - Amira Kandil                               | 1 298 pts | Mexique- Mariana Arceo - Mayan Oliver                     | 1 291 pts | Corée du Sud- Kim Se-hee - Kim Sun-woo                 | 1 260 pts |

### Mixte
| Épreuves | Or                                        | Or        | Argent                                          | Argent    | Bronze                              | Bronze    |
| -------- | ----------------------------------------- | --------- | ----------------------------------------------- | --------- | ----------------------------------- | --------- |
| Relais   | Corée du Sud- Kim Sun-woo - Jun Woong-tae | 1 393 pts | Grande-Bretagne- Joseph Choong - Jessica Varley | 1 380 pts | Turquie- Bugra Ünal - İlke Özyüksel | 1 376 pts |

## Tableau des médailles
- Pays organisateur

| Rang  | Nation          | Or | Argent | Bronze | Total |
| ----- | --------------- | -- | ------ | ------ | ----- |
| 1     | Corée du Sud    | 2  | 1      | 1      | 4     |
| 2     | Grande-Bretagne | 2  | 1      | 0      | 3     |
| 3     | Égypte          | 1  | 2      | 0      | 3     |
| 4     | France          | 1  | 0      | 0      | 1     |
| 4     | Italie          | 1  | 0      | 0      | 1     |
| 6     | Hongrie         | 0  | 2      | 2      | 4     |
| 7     | Mexique         | 0  | 1      | 0      | 1     |
| 8     | Turquie         | 0  | 0      | 2      | 2     |
| 9     | Allemagne       | 0  | 0      | 1      | 1     |
| 9     | Tchéquie        | 0  | 0      | 1      | 1     |
| Total | Total           | 7  | 7      | 7      | 21    |